# Trigonostemon apetalogyne
Trigonostemon apetalogyne är en törelväxtart som beskrevs av Airy Shaw. Trigonostemon apetalogyne ingår i släktet Trigonostemon och familjen törelväxter. Inga underarter finns listade i Catalogue of Life.